# サイバーネット
『サイバーネット』（原題: Hackers）は、1995年に公開されたアメリカ合衆国の映画。監督はイアン・ソフトリー。出演はジョニー・リー・ミラー、アンジェリーナ・ジョリーがつとめた。
日本では劇場未公開だが、WOWOWでプレミア放送された。
森尚子が東京のハッカー役で出演している。

## あらすじ
11歳の天才ハッカー、デイドは、ウォール街のコンピュータをクラッシュさせ、FBIのブラック・リストに挙げられた。18歳になった彼のまわりには、コンピュータを自由自在に操る連中が集まり、高校生活をエンジョイしていた。ある日仲間がハッカー・キングと呼ばれるプレーグにはめられ、犯罪の片棒を担がされてしまう。デイドらは、サイバーネットを使って、世界中のネット仲間を集め、反撃に転じる。ネットワーク上での、激しいバトルが始まった。

## キャスト
| 役名               | 俳優                         | 日本語吹替                                                                                         |
| 役名               | 俳優                         | VHS版                                                                                              |
| ------------------ | ---------------------------- | -------------------------------------------------------------------------------------------------- |
| デイド・マーフィー | ジョニー・リー・ミラー       | 林延年                                                                                             |
| ケイト・リビー     | アンジェリーナ・ジョリー     | 緒方恵美                                                                                           |
| シリアル           | マシュー・リラード           | 三木眞一郎                                                                                         |
| フリーク           | レナリー・サンティアゴ       | 真殿光昭                                                                                           |
| ニコン             | ローレンス・メイソン         | 楠大典                                                                                             |
| ジョーイ           | ジェシー・ブラッドフォード   | 岩永哲哉                                                                                           |
| ローレン           | アルバータ・ワトソン         | 寺内よりえ                                                                                         |
| プレーグ           | フィッシャー・スティーヴンス | 石塚運昇                                                                                           |
| マーゴ             | ロレイン・ブラッコ           | 田中敦子                                                                                           |
| 役不明又はその他   | N/A                          | 大川透 天田益男 水内清光 高瀬右光 松岡ミユキ 小形満 北川勝博 坪井智浩 長島雄一 水野龍司 中澤やよい |

- 日本語吹替はDVDには未収録。

## 制作
主人公のゼロ・クールことデイド・マーフィーは ロバート・T・モリスが基になっている 。
学校の場面は Stuyvesant High Schoolと、マンハッタン南部にあるトライベッカ周辺で撮影された。
この映画ではThe MentorことLoyd Blankenshipが書いたハッカー・マニフェストが用いられている。なお、このマニフェストは1986年9月25日に刊行されたPhrack7号ファイル3に掲載された。この映画の中では、キャラクターがPhrackではなく、2600に掲載されたマニフェストを読んでいる。また、登場人物の一人であるエマヌエル・ゴールドスタイン ("Cereal Killer") の名前は,  2600 の編集者の一人であるEric Corleyの変名から取った。(なお、コーリー本人は ジョージ・オーウェルの1984年からとったとしている）。コーリーはスタッフにハッカー文化について教えたが本編中の正確性を批判される結果となった。
Macintoshの起動メッセージは、ファントム・フリークがケイトの新しいラップトップをパーティーで見たときに発した "Yo...this is 'insanely great,' it's got a 28.8 bps [sic] modem!" として用いられている。この映画には当時開発中だった ワイプアウトのプロトタイプを用いたレーシングゲームや、 Hack the Planetという名の 海賊テレビ放送が登場した。
デイドが文学の授業で習った、 アレン・ギンズバーグの『吠える』の引用を書く場面がある。